# Exercice de Kegel
 (juin 2015).
Si vous disposez d'ouvrages ou d'articles de référence ou si vous connaissez des sites web de qualité traitant du thème abordé ici, merci de compléter l'article en donnant les références utiles à sa vérifiabilité et en les liant à la section « Notes et références ».
Les exercices de Kegel, ainsi nommés d'après leur inventeur, le Dr Arnold Kegel, sont des exercices destinés à renforcer le muscle pubo-coccygien. Ces exercices, développés vers 1940, consistent en des contractions et décontractions alternées des muscles qui forment le plancher pelvien (parfois appelés les « muscles de Kegel » par antonomase).

## Explication

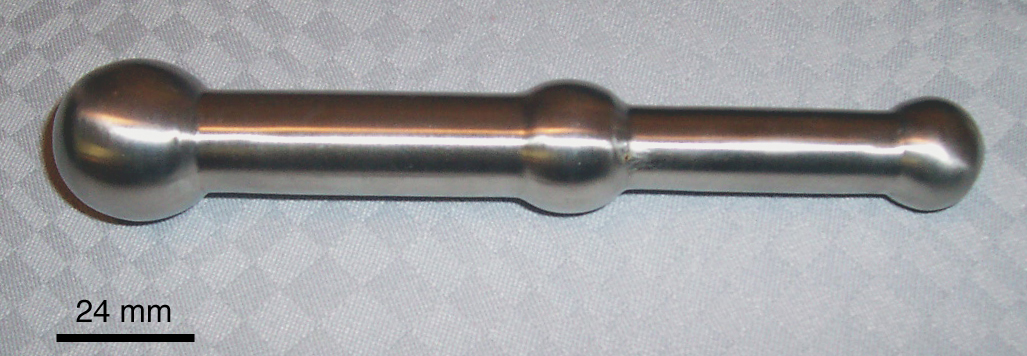
Un appareil de Kegel.

Le but des exercices de Kegel est de restaurer le tonus musculaire et la puissance du muscle pubo-coccygien dans le but de prévenir ou de réduire les problèmes du plancher pelvien.  Les exercices de Kegel peuvent faire partie du traitement du prolapsus génital léger et aider à réduire les symptômes gênants, y compris l'incontinence d'effort, mais n'ont aucun effet sur le prolapsus lui-même.
Durant une grossesse, il peut également être conseillé de pratiquer ces exercices pour permettre à la femme de prendre conscience de cette partie du corps dans le but de possiblement mieux maîtriser la sortie du bébé à travers le périnée.
Les exercices de Kegel peuvent également donner de bons résultats dans le traitement de l'incontinence urinaire de l'adulte. Ils sont aussi connus sous le nom d'exercice du plancher pelvien ou, simplement, Kegels.
Bien que le docteur Kegel ait popularisé et renouvelé l'approche de cette pratique, notamment en la baptisant, elle n'est pas nouvelle. Les moines taoïstes de la Chine ancienne avaient développé, dans les exercices de Qi gong, différentes pratiques pour fortifier et tonifier le même groupe de muscles pour leur santé, leur longévité, leur plaisir sexuel et leur développement spirituel. Les Yogis hindous pratiquent des exercices similaires dans le cadre du Hatha Yoga, connus sous le nom d'Aswini Mudra (le geste du cheval), encore enseignés de nos jours.

## Bénéfices pour les hommes
Connus pour être essentiellement utilisés par les femmes, ces exercices peuvent également être pratiqués par les hommes. 
Les exercices de Kegel permettant de renforcer le plancher pelvien, ils aideraient à avoir des orgasmes non éjaculatoires et possiblement, dans certains cas, des orgasmes multiples. Chez l'homme, ces exercices soulèvent les testicules, renforçant également le muscle cremaster ainsi que le canal anal dans la mesure où la région de l'anus est également contractée durant les exercices. En pratique, les hommes doivent contracter uniquement leur sphincter anal, et non leur sphincter urinaire. Cet exercice est également conseillé pour éviter les pertes urinaires ainsi que les troubles de l'érection à la suite d'une prostatectomie, radicale ou partielle.
L'amélioration de l'érection pourrait s'expliquer par l'amélioration de l'afflux sanguin résultant de la musculation de la zone. De plus, ces exercices pourraient également améliorer la rigidité de l'érection.

## Bénéfices pour les femmes
Les bénéfices pour la femme seraient multiples, tels que préparer le périnée à l’accouchement puis le ré-éduquer, éviter l'incontinence, et un prolapsus, favoriser une meilleure sensibilité vaginale lors des rapports sexuels et également augmenter le flux sanguin et donc la lubrification vaginale, bien que nombre de ces bénéfices soient peu appuyés par des preuves scientifiques. Une étude semble favoriser les exercices de Kegel et l'éducation sexuelle de la femme par rapport au placebo quant au score d'orgasme et à la satisfaction de la femme post ménopausée après 12 semaines d'essai. (Réf 5)
Concernant l'effet sur l'incontinence urinaire, une revue systématique Cochrane incluant 1 817 femmes sur 31 essais a montré que l'entraînement des muscles du plancher pelvien peut guérir ou améliorer les symptômes de l'incontinence urinaire à l'effort et de tous les autres types d'incontinence urinaire avec des effets secondaires rares et mineurs. 
Les femmes peuvent augmenter la difficulté de l'exercice en serrant un objet dur ou un morceau de mousse dans le vagin.